# Poggio Rusco
Poggio Rusco là một đô thị và cộng đồng (comune) ở tỉnh Mantova trong vùng Lombardia nước Ý.
Đô thị Acireale có diện tích ki lô mét vuông, có dân số 6459 vào thời điểm ngày 31 tháng 3năm 2006. Nó là 42 km từ thủ phủ của tỉnh Mantova.
Đô thị này có các đơn vị dân cư (frazioni) sau:
Các đô thị giáp ranh:
Thị trấn mở rộng lãnh thổ của mình ở phía đông nam Oltrepò Mantovano, km 9 đi từ sông Po và chỉ 2 km từ tỉnh Modena, vị trí cách đều các thành phố quan trọng của Po Valley như Mantua, Verona, Ferrara, Bologna và Modena.
Poggio Rusco được coi là một ngã ba đường quan trọng. Đường Statal 12, được gọi là Abetone-Brennero, liên kết Po Valley với Đức, giao với đường tỉnh 496, kết nối Mantua với Ferrara.
Trong cùng một cách, Poggio Rusco là một ngã ba đường sắt chiến lược. Ở đây, tuyến Bologna-Verona-Brennero-Munich gặp tuyến La Spezia-Parma-Suzzara-Poggio Rusco Ferrara-Ravenna-Rimini liên kết Adriatic với biển Tyrrhenia.